# Mus fragilicauda
Mus fragilicauda es una especie de mamífero roedor de la familia de los múridos oriundos de Tailandia y Laos, en el sudeste asiático. Se le ha registrado en simpatría con Mus cervicolor y Mus caroli.